# Mamoty
Mamoty – wieś w Polsce położona w województwie wielkopolskim, w powiecie pleszewskim, w gminie Czermin.

## Historia
Od co najmniej 1571 r. wieś należała do rodu Mańkowskich herbu Zaremba. W II poł. XVII wieku przeszła drogą małżeństwa na Ostaszewskich herbu Ostoja. Dziedziczką tych dóbr była Anna z Mańkowskich Ostaszewska, w latach 1664–1707 żona Mikołaja Ostaszewskiego, elektora 1697 roku z województwa poznańskiego. Nie żyła już w 1710 roku, a w 1712 roku nie żył również i Mikołaj. Mamoty odziedziczył po nich syn Michał Ostaszewski, który w 1710 zaślubił Jadwigę Jemiałkowską (Imiałkowską). Był właścicielem wsi co najmniej do 1730 roku.
W latach 1975–1998 miejscowość administracyjnie należała do województwa kaliskiego.